# John Moolenaar
John Robert Moolenaar ( nacido el 8 de mayo de 1961) un político estadounidense que se desempeña como representante de los Estados Unidos por Míchigan desde 2015, representando el 2.º distrito congresional del estado desde 2023. Miembro del Partido Republicano, anteriormente sirvió en la Cámara de Representantes de Míchigan de 2003 a 2008 y en el Senado de Míchigan de 2011 a 2014. 

## Primeros años y educación
Moolenaar nació en una familia de ascendencia holandesa el 8 de mayo de 1961 en Midland, Míchigan. En 1983, obtuvo una licenciatura en Ciencias de Hope College. En 1989, obtuvo una maestría en Administración Pública de la Universidad de Harvard.

## Posiciones políticas
En diciembre de 2020, Moolenaar fue uno de los 126 miembros republicanos de la Cámara de Representantes que firmaron un escrito amicus en apoyo a Texas v. Pennsylvania, una demanda presentada ante la Corte Suprema de los Estados Unidos que impugnaba los resultados de las elecciones presidenciales de 2020, en las cuales Joe Biden derrotó al entonces presidente Donald Trump. La Corte Suprema rechazó escuchar el caso, argumentando que Texas carecía de legitimidad bajo el Artículo III de la Constitución para desafiar los resultados de una elección realizada por otro estado.
En 2022, Moolenaar votó en contra de la Ley de Respeto al Matrimonio.